# Hoftag

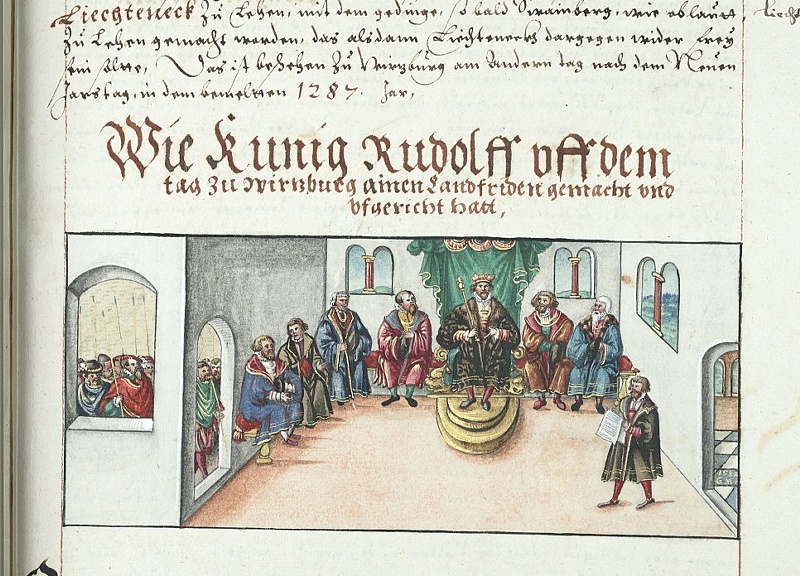
Wie Kunig Rudolff vff dem tag Zu Wirtzburg ainen Landfriden gemacht vnd vfgericht hatt, Darstellung eines Hoftages aus der Chronik der Würzburger Bischöfe, nicht zeitgenössisch

Als Hoftag bezeichnet man die formlosen und unregelmäßig stattfindenden Versammlungen des römisch-deutschen Königs bzw. Kaisers mit ausgewählten Großen des Heiligen Römischen Reiches. Die ältere Forschung bezeichnet auch diese Treffen als Reichstage, obwohl sich die Treffen nicht abstrakt auf das Reich bezogen, sondern konkret auf den jeweiligen Herrscher.

## Geschichte
Aus der lehnsrechtlichen Verpflichtung, dem König mit Rat und Tat zur Seite zu stehen, leitete man bereits im Hochmittelalter die Verpflichtung ab, auf Anforderung des Königs zu Beratungen und Entscheidung persönlich bei Hofe zu erscheinen; die sogenannte Hoffahrtspflicht. Hierfür wurden die Hoftage angesetzt. Diese Hoftage werden in Quellen unterschiedlich benannt. Man findet hierbei Bezeichnungen wie parlamentum, conventus, colloquium, curia, curia regis. Alle diese Bezeichnungen konnten durch Zusätze wie solemnis (deutsch ‚feierlich‘) oder magnus (deutsch ‚groß‘) erweitert werden, um die Bedeutung des Treffens deutlich zu machen. Die Hoftage unterschieden sich von normalen Beratungen des Hofes im Kern nur durch die Anwesenheit der eingeladenen Personen. Dies konnten Fürsten, Adlige, geistliche Würdenträger oder Vertreter ausländischer Mächte sein. Seit dem 13. Jahrhundert wurden auch Vertreter der Reichsstädte zu Hoftagen geladen. Die Hoftage waren ebenso im Rahmen der Hofhaltung organisiert und streng auf den König bezogen.
Wann der König solche Hoftage abhielt und wen er hierzu einlud, lag allein in dessen Ermessen. Daher ist eine Unterscheidung zwischen rechtserheblicher Zustimmung der Fürsten zu einer Entscheidung und Beratung nur schwer zu treffen. Allerdings wurde aus der Pflicht, dem König Rat zu erteilen, bald das Recht der Fürsten, bei wichtigen Angelegenheiten, die das Reich betrafen, z. B. das Aufgebot für die Reichsheerfahrt, gehört zu werden. In welchen Angelegenheiten sich der König beraten ließ und die Zustimmung der Fürsten einholte, scheint aber weitgehend im Ermessen des Königs gelegen zu haben, so dass von einer institutionalisierten Mitherrschaft der Fürsten nicht die Rede sein kann. 

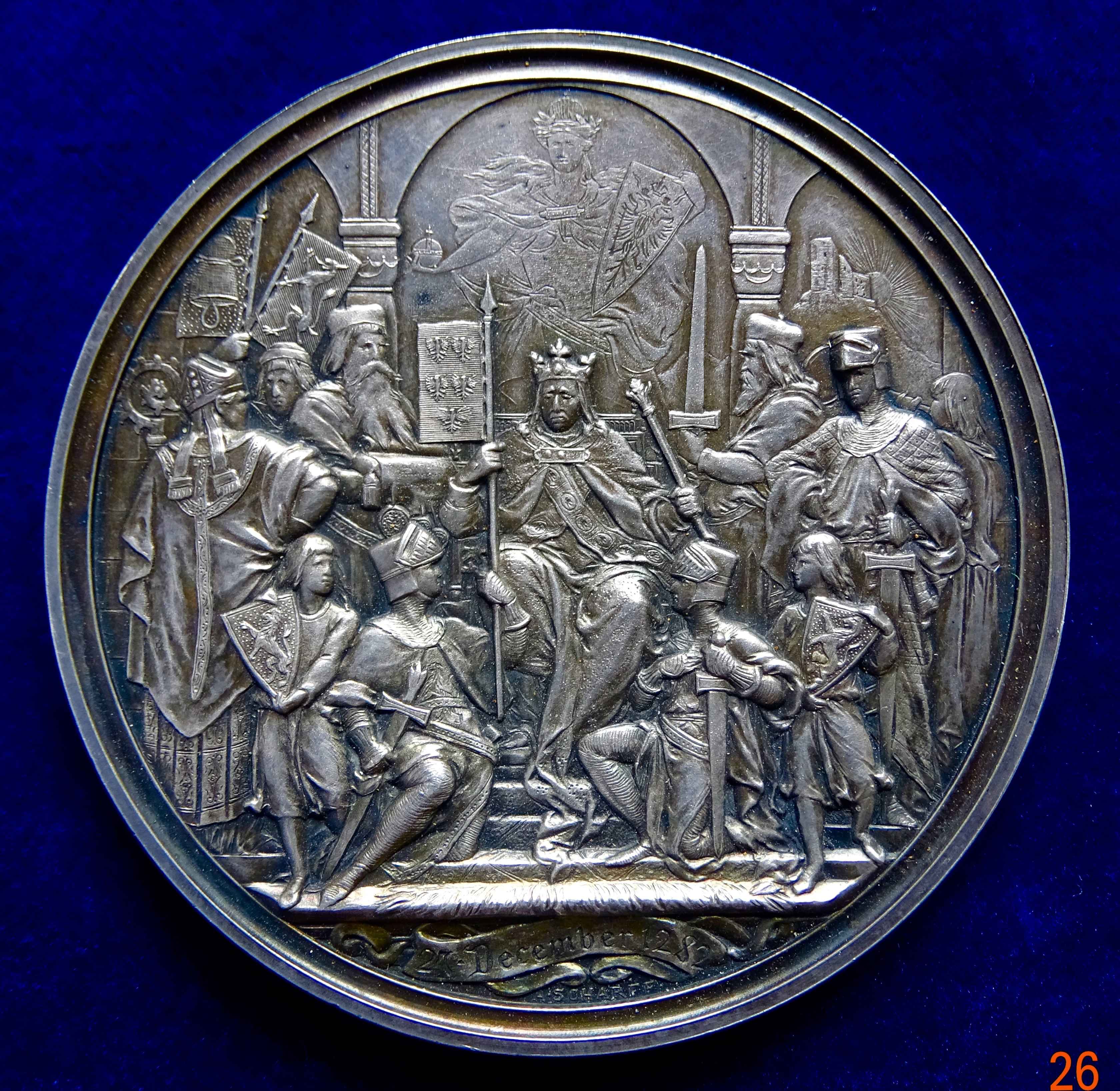
Hoftag 1282 Augsburg, Vorderseite der Silbermedaille von Scharff auf das 600-jährige Jubiläum der Habsburger Monarchie. Auf diesem Hoftag belehnte Rudolf von Habsburg seine Söhne Albrecht und Rudolf mit den Ländern Österreich, der Steiermark, Krain und der Windischen Mark nach Zustimmung der Kurfürsten.

Hoch- und spätmittelalterliche Urkunden, die wichtige politische Entscheidungen oder Verfügungen über Reichsgüter beinhalten, betonen, dass die Entscheidungen mit dem „Rat“ und der „Zustimmung“ der Fürsten getroffen wurden. Beide Begriffe werden in diesen Urkunden von der Rechtserheblichkeit gesehen synonym verwendet. Wer von den Fürsten nicht geladen war bzw. sich in Opposition zum König befand, fühlte sich nicht an die Beschlüsse der Hoftage gebunden. 
Nach dem Interregnum im 13. Jahrhundert nahm die Rolle der Kurfürsten zu, da diese allein in die Rolle der Fürsten des Reiches eintraten und durch sogenannte Willebriefe ihre förmliche Zustimmung zu königlichen Verfügungen über Reichsgut abgaben. Aber auch hier ist keine Verpflichtung des Königs erkennbar, solche Willebriefe bei seinen Verfügungen einzuholen.
Infolge des Rückzuges des Königtums auf die jeweiligen Erblande Ende des 14. Jahrhunderts und der allgemeinen Schwäche dessen zur Zeit der Grafenkönige gewannen die Königlosen Tage, auf denen sich die Großen des Reiches ohne das Zutun des Königs berieten, immer mehr an Bedeutung. Nur noch selten wurden Hoftage abgehalten. Aus diesen Königlosen Tagen entwickelte sich Ende des 15. Jahrhunderts die Rechtsinstitution des Reichstages. Insbesondere der Reichstag zu Worms (1495) prägte die Entwicklung des Reichs maßgeblich. Der deutsche König Maximilian I. akzeptierte die Wandlung der Institution des Hoftages zum Reichstag als einflussreichem politischem Instrument.